# Abenden

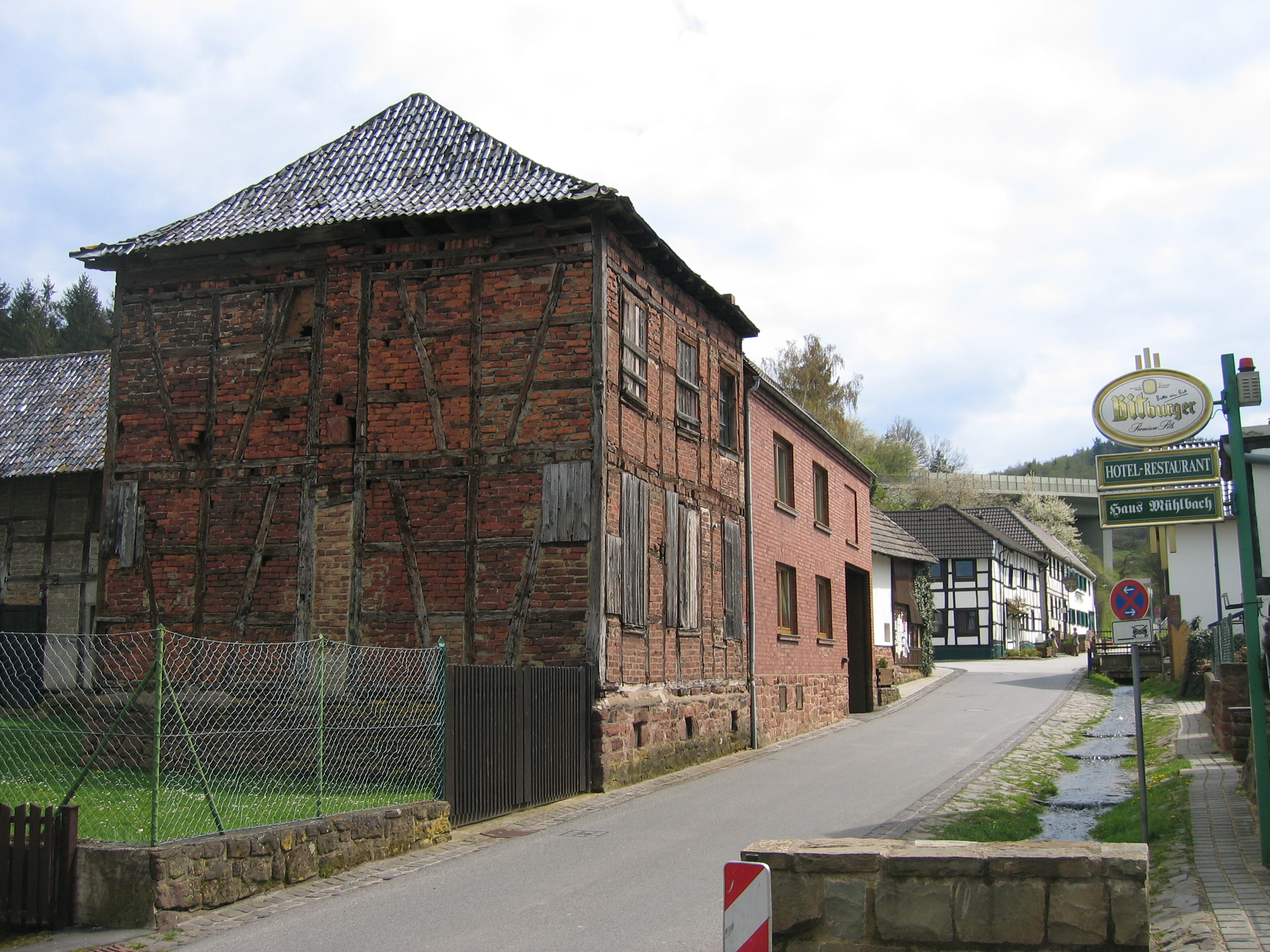
Ortskern von Abenden mit Fachwerkhäusern

Abenden (gesprochen AA-benden) ist ein Dorf der Stadt Nideggen im Kreis Düren, NRW. Es liegt im Tal der Rur im Nationalpark Eifel in der Rureifel.

## Lage, Ortsname
Der Name des Ortes geht nicht auf den Begriff „Abend“ zurück, sondern auf „An den Benden“, was so viel bedeutet wie: „Schöne saftige Wiesen“. Abenden liegt zwischen zwei Dörfern, die ebenfalls von der Rur durchflossen sind. Nördlich gelegen ist Brück und im Süden liegt Blens.
Wahrscheinlicher geht der heutige Ortsname auf den Begriff „Aubenden“ zurück. Eine „Au“ ist eine „Wiese am Fluss“. Dass auf Wiesen am Fluss wegen der ständigen Feuchtigkeit besonders saftiges Gras wächst, ist bekannt. Schon zur Zeit der Kelten waren Flusswiesen ausschließlich der Viehhaltung vorbehalten. Auen wurden wegen der Überschwemmungsgefahr daher schon vor mehr als 2000 Jahren weder beackert noch bebaut.

## Allgemeines
Abenden wird nicht nur von der Rur durchflossen, sondern auch vom Mühlbach. Er läuft offen – unmittelbar neben der Dorfstraße von seiner Quelle oberhalb des Dorfes – bis in die Rur. Abenden, am Rand des Nationalparks Eifel gelegen, ist ein beliebtes Ausflugsziel in dieser Region. Erwähnenswert ist die romanische Kirche, die nachts beleuchtet ist. Abenden besitzt eine Festhalle, die für viele kulturelle Anlässe genutzt wird. Das Erntedankfest wird traditionell gefeiert. Feierlich geschmückte Wagen werden von der Dorfbevölkerung in traditioneller Tracht begleitet.

## Geschichte
Der meyster Gerart van Aebenden (Meister Gerhart von Abenden), und Bele syn huysvrau (Bele seine Hausfrau) sind im 15. Jahrhundert (ca. 1440) Mitglied der St. Sebastianusbruderschaft (Schützen) von Nideggen.
Am 28. Februar 1945 überquerte das US-Infanterie-Regiment 47 der 9. US-Infanterie-Division die Rur und besetzte Abenden.
Ende der 1960er/Anfang der 1970er Jahre entwickelte sich Abenden zu einem beliebten Fremdenverkehrsort. Neben dem Bau des Schwimmbads und einer Halle, in der einige Feste gefeiert werden, entstanden Tanzgruppen und eine Musikkapelle. Einige Jahre später baute man eine Grillhütte, mittlerweile ist eine zweite mit Toilettenanlage entstanden.
Am 1. Januar 1972 wurde Abenden in die neue Stadt Nideggen eingemeindet. Nach dem Urteil des Oberverwaltungsgerichts vom 4. August 1972 verblieb Abenden bei Nideggen, dem vorläufig die Bezeichnung Stadt aberkannt wurde.
Im Jahre 2003 wurde auf dem Gelände des alten Minigolfplatzes, der neben dem Schwimmbad lag, eine Beach-Volleyball-Anlage errichtet.

## Verkehr
Durch den Ort selber führt keine Hauptstraße. Die L 249 führt über eine Brücke am Ort vorbei, jedoch gibt es an beiden Seiten des Ortes eine Einfahrt nach Abenden hinein. Innerhalb Abendens gibt es einen großen Parkplatz.

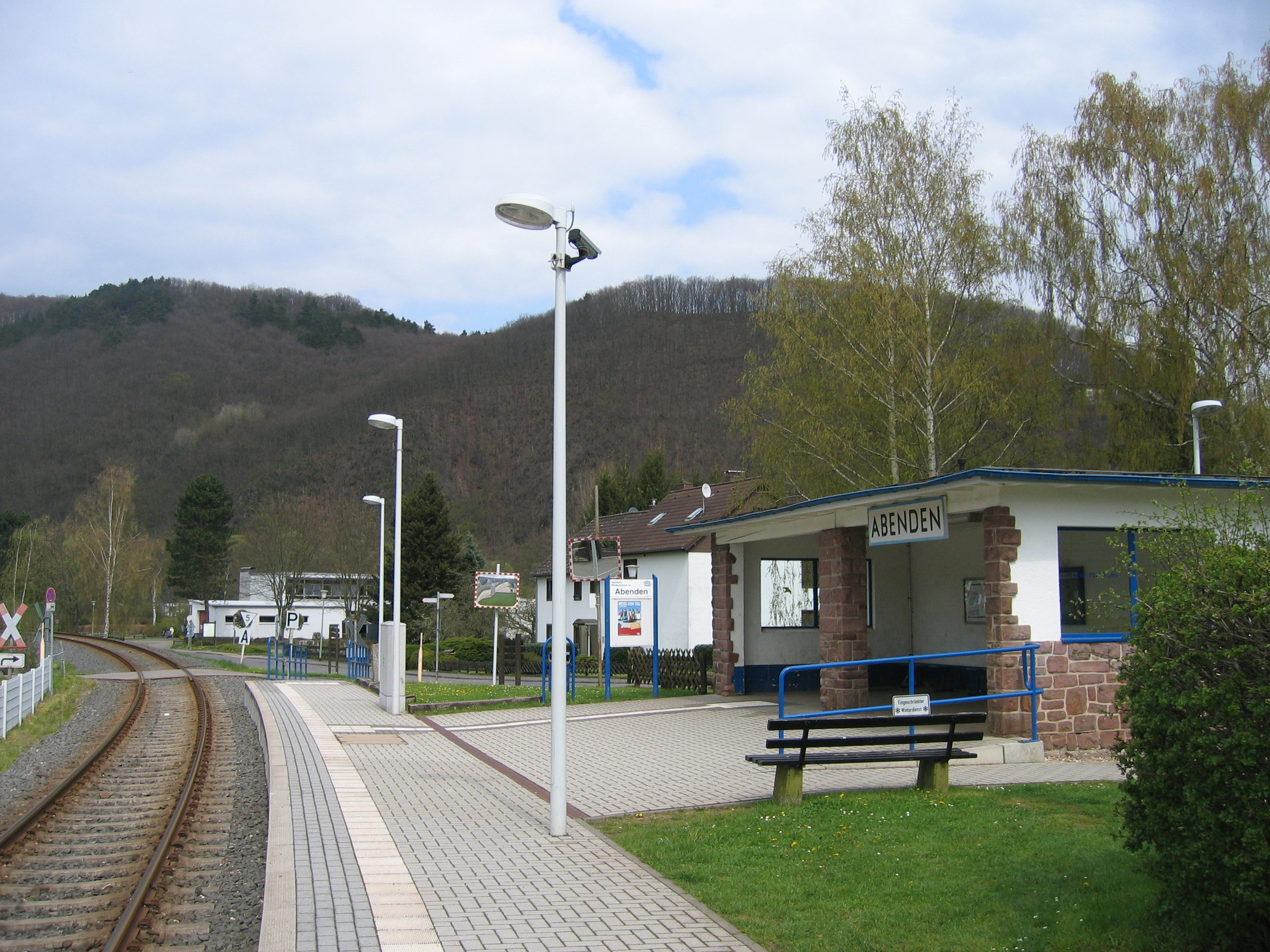
Station an der Rurtalbahn

Außerdem ist Abenden mit der Bahnstrecke Düren–Heimbach zu erreichen. Jede Stunde fahren die Züge in Richtung Düren und Heimbach (Eifel). Der Haltepunkt Abenden ist einer von den wenigen Stationen, die nach der Übernahme von der Bundesbahn nicht neu errichtet, sondern nur saniert werden musste.
| Linie | Linienverlauf | Takt   |
| ----- | --- | ------ |
| RB 21 | Rurtalbahn: Düren – Annakirmesplatz – Kuhbrücke – Lendersdorf – Renkerstr/Krankenhaus – Tuchmühle – Kreuzau – Kreuzau, Eifelstraße – Üdingen – Untermaubach-Schlagstein – Obermaubach – Zerkall – Nideggen-Brück – Abenden – Blens – Hausen – Heimbach (Eifel) Stand: Fahrplanwechsel Dezember 2021 | 60 min |

## Tourismus
- Abenden wird vor allem an Sonn- und Feiertagen von zahlreichen Touristen besucht. Diese nutzen die ausgeprägten Wanderwege entlang der Rur nach Blens oder Brück.
- In Abenden liegen direkt an der Rur ein Campingplatz und zwei Grillhütten.
- Im Ort gibt es ein Freibad.

## Bauwerke
Die Kapelle in Abenden wurde im Jahre 1865 fertiggestellt und ist dem Schutzpatron St. Martinus geweiht. Sie ist ein dreischiffiger Bruchsteinbau im neugotischen Stil mit 5/8-Chor und zweijochigem Schiff mit Kreuzgratgewölben und schmalen Anräumen seitlich an beiden  Jochen. Die Fenster aus Kathedralglas sind großflächig mit sakralen Motiven geschmückt.

## Vereine
- Eifelverein
- hortus dialogus
- Jünglingsverein „Frohsinn“ Abenden
- Kegelclub Kallejon
- Löschgruppe Abenden der Freiwilligen Feuerwehr Nideggen mit Jugendfeuerwehr
- MGV Liederkranz
- Red
- Trachtenkapelle
- Verkehrsverein

## Persönlichkeiten
- Wilhelm Büppelmann (* 1879 in Varel/Friesland; † 1960 in Nideggen-Abenden), Landschafts-, Porträt- und Kirchenmaler
- Elisabeth Simon (* 1987), Weltmeisterin 2006 im Voltigieren (Mannschaft)
- Gudrun Zentis (* 1953), deutsche Politikerin, MdL, wohnt in Abenden